# 오픈 라이브러리

로고

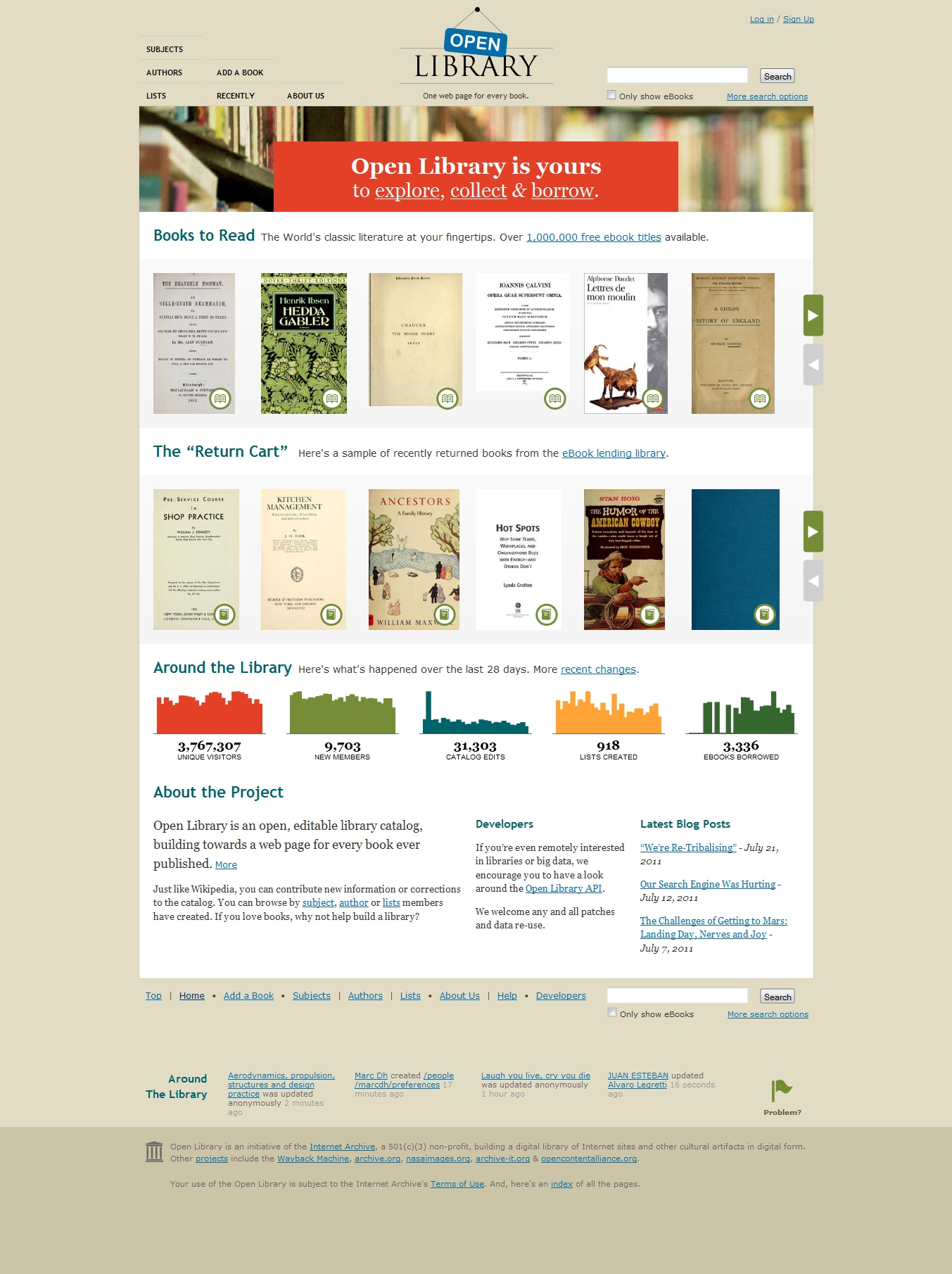
오픈 라이브러리 (2011년 9월)

오픈 라이브러리(Open Library)는 "지금까지 출판된 책을 모아논 웹 페이지"를 만들기위한 온라인 프로젝트이다. 캘리포니아 주립 도서관과 카일/오스틴 재단의 비영리 프로젝트 인터넷 아카이브의 일환으로 추진되고있다.

## 같이 보기
- 자유 소프트웨어 사용권
- 프로젝트 구텐베르크
- 구글 도서
- 월드캣